# Carlos Emanuel I, Duque de Saboia
Carlos Emanuel I (em italiano: Carlo Emanuele I di Savoia; Rivoli, 12 de janeiro de 1562 – Savigliano, 26 de julho de 1630), apelidado de "o Grande", foi o Duque de Saboia de 1580 até sua morte. Era o único filho do duque Emanuel Felisberto e sua esposa Margarida da França, Duquesa de Berry.

## Vida e morte
Casou em Saragoça em 11 de março de 1585 com a Infanta Catarina Micaela de Espanha, Áustria ou Habsburgo (nascida em 10 de outubro de 1567 e morta em 6 de novembro de 1597), filha de Filipe II de Espanha e de Isabel de Valois. 
Adquiriu o marquesado de Saluzzo em 1588 e grande parte de Monferrato. Interveio na Provença, de acordo com a Santa Liga (1589-1593). Zeloso contra o protestantismo, tomou (como dois sucessores) medidas contra o crescimento dos Waldensianos. Trocou os direitos da França sobre o marquesado de Saluces contra os territórios de Bresse, Bugey e Gex, pelo Tratado de Lyon em 1601. Suas tentativas contra Genebra fracassaram, e se voltou para a Espanha, arranjando entre ambos a sucessão de Mântua, o que lhe deu o Montferrato em 1628 - mas Luís XIII de França lhe impôs neutralidade ao invadir o passo de Susa em 1629.
Quando morreu, seus estados estavam devastados pela luta entre franceses e espanhóis. Sempre teve três objetivos principais: para recuperar os territórios perdidos, conquistar Gênova, Saluzzo (1558) e Monferrato.

## História
Uma diplomacia irrequieta, embora astuta, prejudicou muitas realizações econômicas e políticas das décadas passadas. Oscilou sempre entre aliar-se a Espanha ou a França e a longo prazo teve sucesso muito relativo. Enviou em 1590 expedição à Provença no interesse  da Liga Católica, mas pela paz de 1593 (quando o rei Henrique de Navarra foi reconhecido Rei da França como Henrique IV) terminaram suas ambições. 
Na guerra seguinte entre Espanha e França, ficou do lado espanhol. Pela Paz de Lyons 1601 abandonou os territórios além do Ródano, embora Saluzzo lhe tenha sido confirmado, dando em troca Bresse, Bugey, Gex e Pinerolo. Tentou capturar Gênova por surpresa, traição e ajuda espanhola em 1602, mas falhou. 
Quando morreu em 1612, Francisco Gonzaga, Duque de Mântua,  senhor de Monteferrato, tentou outra vez a sorte - aliando contra ele venezianos, a Toscana, o imperador e a Espanha, que o obrigaram a largar a conquista. A paz de 1618 devolveu-lhe mais ou menos o status quo ante. 
Em 1628, aliado à Espanha contra a França, que invadiu o ducado. Lutou desesperadamente, mas adoeceu em Savigliano e morreu.

## L'Escalade
Em 12 de dezembro de 1602, no final de uma luta épica, a cidade de Genebra emancipou-se de seu suserano feudal, o duque de Saboia, e se tornou independente. No século anterior, Genebra se tinha transformado em república e tornado protestante, acolhendo com ardor o reformador Calvino. O duque de Saboia decidiu dar fim à rebelião, e nesta data de 12 de dezembro seu exército de mercenários se aproximou da cidade. O senhor de Albigny queria aproveitar da noite mais longa do ano para tomá-la. Soldados de elite, com escalas envelopadas em panos, alçam-se pelas muralhas. Mas de sua janela uma mulher os vê, toma uma panela e derrama sua sopa fervente sobre os assaltantes. A alerta dado, os intrusos rumam para as portas para dar entrada ao exército dos saboiardos. Um guarda se lança sobre a corda que retém a porta e faz com que caia sobre eles. A cidade está salva. Os sobreviventes do assalto serão enforcados no dia seguinte, entre demonstrações de alegria, na planície. Henrique IV, sabendo da notícia, enviará calorosas felicitações aos genebrinos.

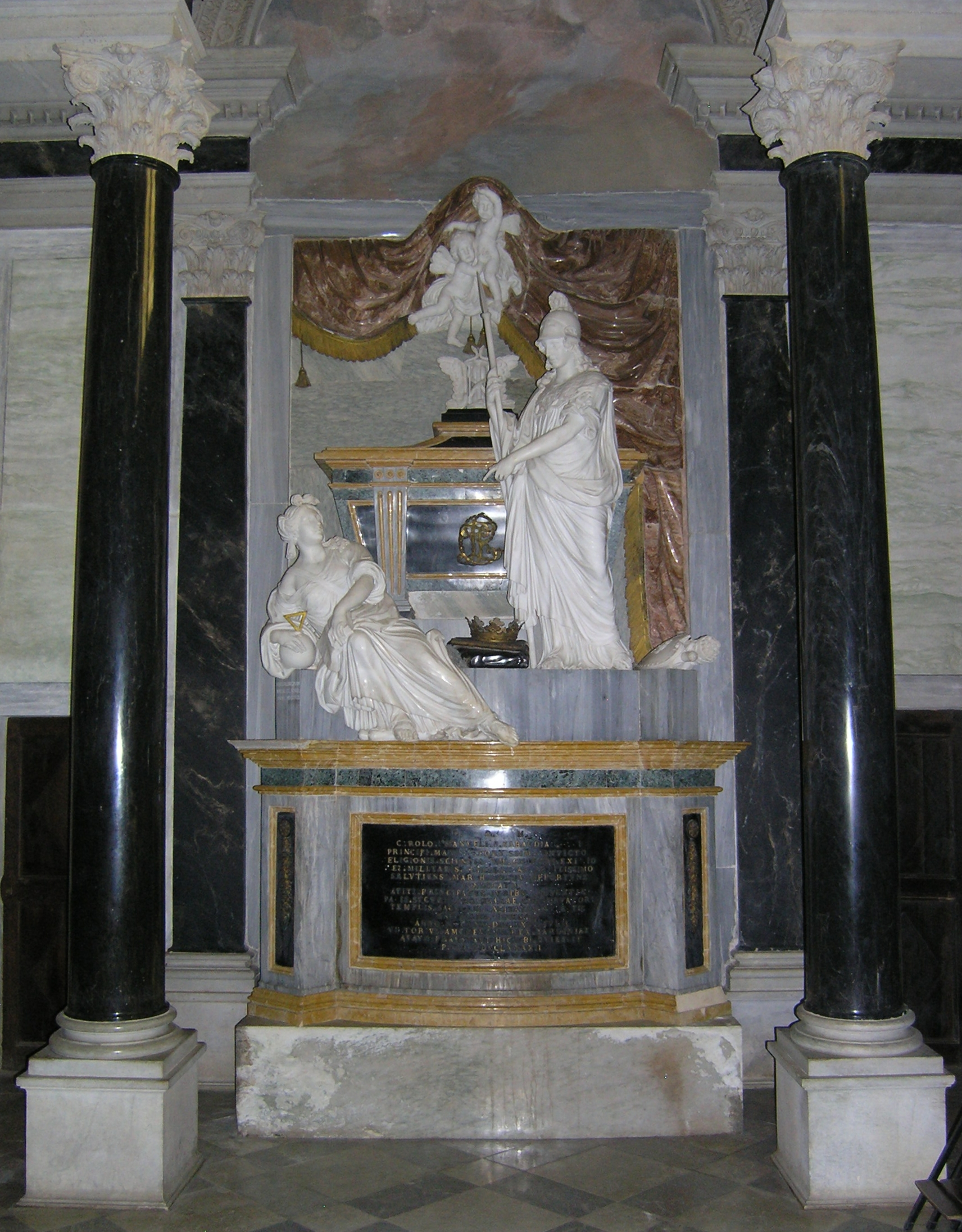
A tumba de Carlos Emanuel I, no Santuario de Vicoforte (Cuneo)

O ataque que ficará conhecido como  "a Escalada", é hoje em dia festejado devidamente, e os habitantes vestem-se em trajes de época, com tamborins e fogos, diante da catedral, comendo chocolate em panelas batidas contra as mesas das casas aos gritos de «Assim pereçam os inimigos da República!», é a grande festa da L'Escalade a cada 12 de Dezembro.
Mais do que uma derrota militar, é mais uma derrota de prestígio o revês da Escalada, que aliás está na origem do tratado de Saint-Julien. O desejo de derrotar Genebra chega ao ponto de um século mais tarde a Saboia vai criar a Província de Carouge.

## Descendência
Deixou dez filhos legítimos e numerosos bastardos.
- Filipe Emanuel, Príncipe de Piemonte (1586–1605), nunca se casou e nem teve filhos;
- Vítor Amadeu I (1587–1637),[1] casou-se com Cristina da França, com descendência;
- Emanuel Felisberto de Saboia (1588–1624), vice-Rei espanhol da Sicília (1622-1624);
- Margarida (1589–1655), casou-se em 1608 com Francisco IV Gonzaga, Duque de Mântua, com descendência;
- Isabel (1591–1626), casou-se em 1608 com Afonso III d'Este, Duque de Módena, com descendência;
- Maurício (1593–1657), cardeal e bispo de Vercelli. Em 1642, sendo há 30 anos cardeal, abandonou a religião e casou-se com sua sobrinha Luísa Cristina, filha de seu irmão, Vítor Amadeu I de Saboia, sem descendência;
- Maria Apolônia (1594–1656), freira em Roma. Tornou-se politicamente forte em Turim após a morte do irmão;
- Francisca Catarina (1595–1640), freira em Biella, chamada Beatriz;
- Tomás Francisco, Príncipe de Carignano (1596–1656), fundador da Casa de Saboia-Carignano e ancestral da antiga família da Itália no poder. Casou-se em 1625 com Maria de Bourbon, Condessa de Soissons, filha de Carlos de Bourbon-Soissons, com descendência;
- Joana (1597), morreu poucas horas após o nascimento.

Bastardos:
1. com Luisa de Duing: Emanuel (1600-outubro de 1652) Marquês di Andorno e Valle, Governador de Asti e Biella;
2. com Argentina Provana: Felix (1604-18 de dezembro de 1643) Marquês di Baldissero d'Alba  em 1629;
3. com Margarida de Roussilon (1599-1640) Marquesa de Rive: Maurício, morto em 1645;
4. com a mesma outro filho, nascido em 1620-morto em 1695, Marquês di Riva em 1634, general da cavalaria da Sabóia;
5. idem, Antônio (morto em novembro de 1688) abade em Altacomba, San Benigno e Aulpes;
6. idem, Margarida (morta em 5 de setembro de 1659 em Turim); casada em 1645 com Francesco Filippo d'Este, Marquês di Lanzo (morto em 1652);
7. com Virginia Pallavicino: Carlos Humberto, Marquês de Mulazzano, conde de Gonzole em 24 de dezembro de 1627, Governador de Mondovi em 1649, Governador de Biella 1654, Senhor de Palazzo em 1643, nascido em março de 1601-13 de janeiro de 1663 Biella; casado em 14 de agosto de 1643 com Claudia Ferrero-Fieschi (1621-1677 Turim). Com posteridade;
8. idem, Sílvio, morto em 8 de dezembro de 1645;
9. idem, Vitichindo, morto em maio de 1668 em Ceva, sacerdote;
10. idem, Ana Catarina Meraviglia (morta em outubro de 1660);
11. com Anna Felizita Cusa:  Ludovico Cusani, morto em Lyon em 23 de abril de 1654.